# Pittsburg (Texas)
Pittsburg es una ciudad ubicada en el condado de Camp en el estado estadounidense de Texas. En el Censo de 2010 tenía una población de 4497 habitantes y una densidad poblacional de 512,33 personas por km².

## Geografía
Pittsburg se encuentra ubicada en las coordenadas 32°59′55″N 94°58′1″O / 32.99861, -94.96694. Según la Oficina del Censo de los Estados Unidos, Pittsburg tiene una superficie total de 8.78 km², de la cual 8.75 km² corresponden a tierra firme y (0.27%) 0.02 km² es agua.

## Demografía
Según el censo de 2010, había 4497 personas residiendo en Pittsburg. La densidad de población era de 512,33 hab./km². De los 4497 habitantes, Pittsburg estaba compuesto por el 51.21% blancos, el 25.91% eran afroamericanos, el 0.82% eran amerindios, el 0.24% eran asiáticos, el 0.27% eran isleños del Pacífico, el 18.15% eran de otras razas y el 3.4% pertenecían a dos o más razas. Del total de la población el 33.67% eran hispanos o latinos de cualquier raza.